# Paranchialina secunda
Paranchialina secunda är en kräftdjursart som beskrevs av Panampunnayil 1986. Paranchialina secunda ingår i släktet Paranchialina och familjen Mysidae. Inga underarter finns listade i Catalogue of Life.